# Copa del Rey 1903
První ročník Copa del Rey (španělského poháru), který se konal od 6. dubna do 8. dubna 1903 za účastí tří klubů.
Trofej získal klub z Bilbaa Athletic Club, který porazil RCD Espanyol (4:0) a Real Madrid (3:2) a získal tak první pohár.